# 汤腾汉
汤腾汉（1900年—1988年），男，祖籍福建龙溪，生于印尼爪哇，中国药物化学家，曾任中国化学会理事，第三、四、五届全国政协委员。